# Ocydromia amazonica
Ocydromia amazonica är en tvåvingeart som beskrevs av José Albertino Rafael 1991. Ocydromia amazonica ingår i släktet Ocydromia och familjen puckeldansflugor. Inga underarter finns listade i Catalogue of Life.